# Austrolimnophila (Austrolimnophila) bifidaria
Austrolimnophila (Austrolimnophila) bifidaria is een tweevleugelige uit de familie steltmuggen (Limoniidae). De soort komt voor in het Neotropisch gebied.